# Mostek zapaśniczy

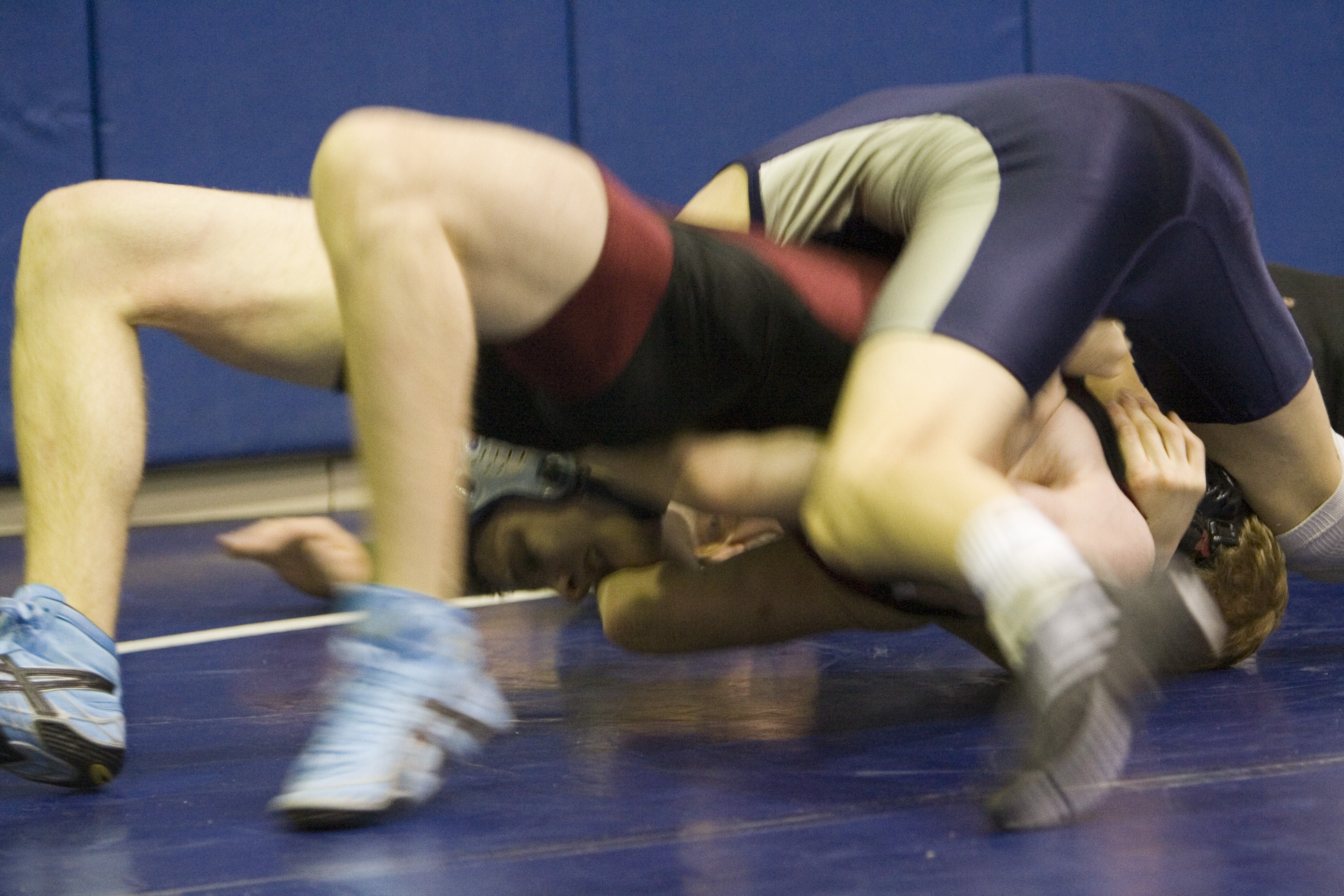
Mostek zapaśniczy w zapasach amatorskich.

Mostek zapaśniczy – ćwiczenie w zapasach, wrestlingu i grapplingu, polegające na uniemożliwieniu przypięcia (tuszu) przez oponenta. 
Działanie polega na uniesieniu miednicy tak, aby cała masa ciała oparta była na głowie i nogach, oraz tak, aby łopatki nie dotykały maty. Ćwiczenie to jest często wykonywane w pro-wrestlingu, gdzie zawodnicy wykonujący akcje techniczne takie jak suples lub powerbomb, używają mostka jako jednej z technik pinfall'u (przypięcia). Mostek zapaśniczy na ogół oparty jest na nogach i głowie (szyi), co odróżnia go od mostka gimnastycznego, gdzie oparcie stanowią nogi i ręce.
W brazylijskim jiu-jitsu, chwyt ten jest nazywany jako upa, i stosowany jest przy próbach przechodzenia do pozycji dominującej (ang. mounted position).

## Zobacz też

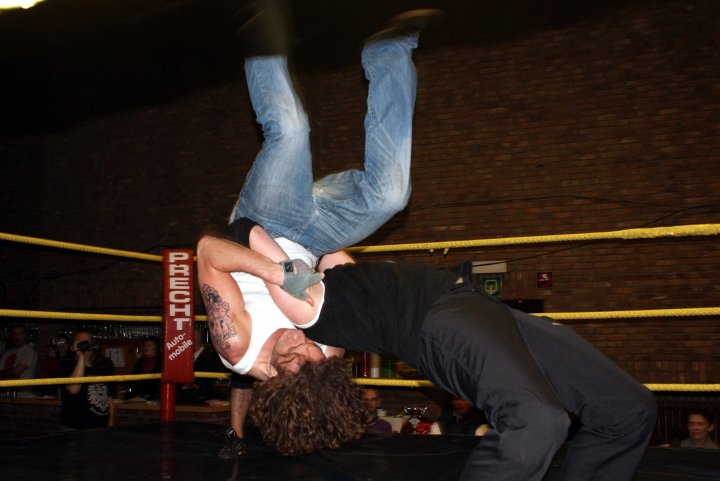
Mostek zapaśniczy we wrestlingu podczas wykonywania suplesu.

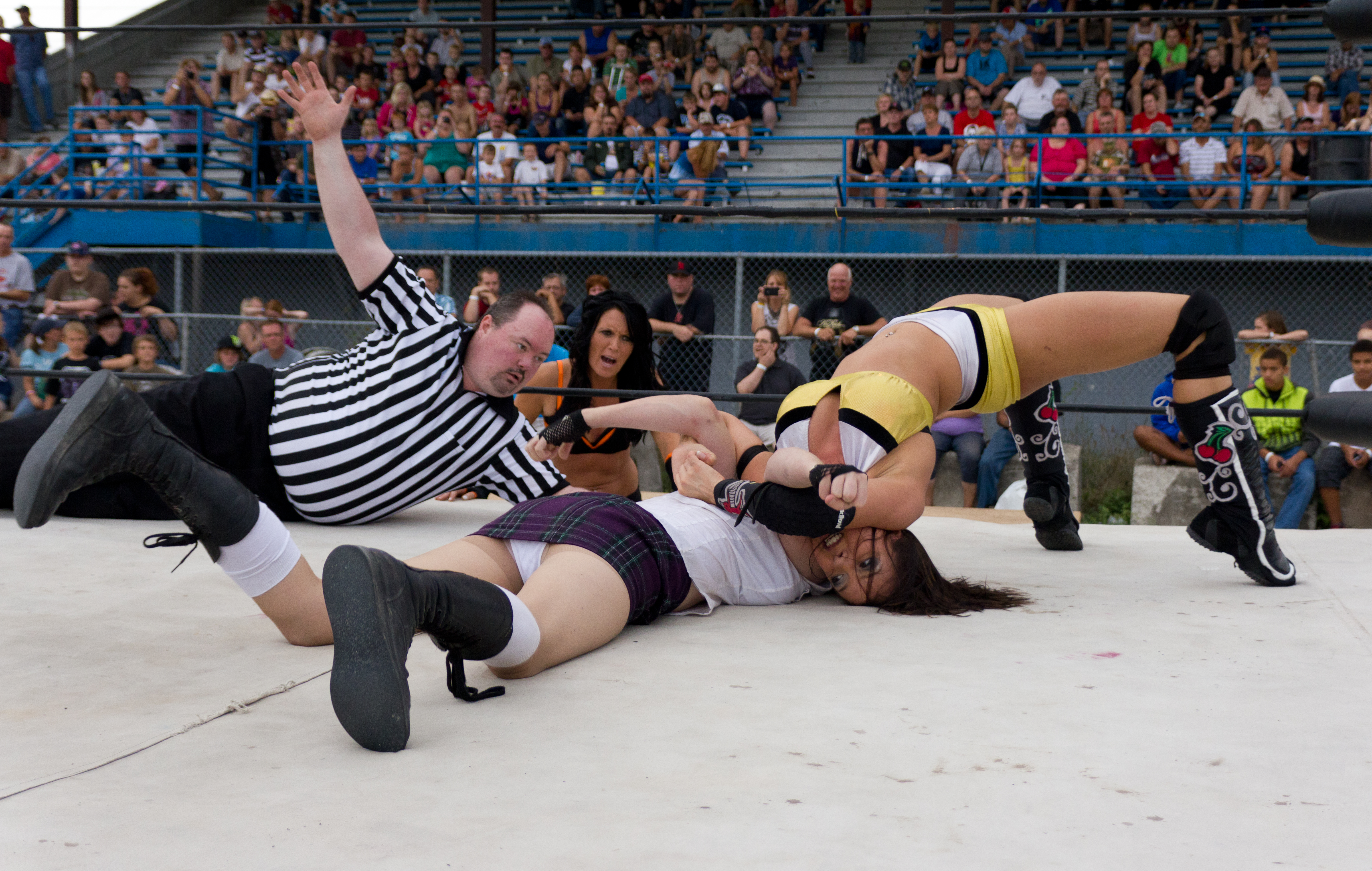
Mostek zapaśniczy w połączeniu z manewrem double chickenwing.